# ایگناسیو کالدرون

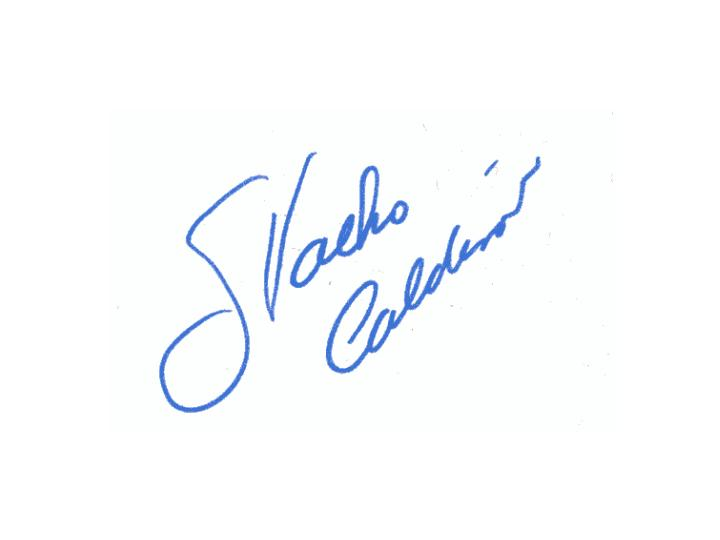
امضای ایگناسیو کالدرون

ایگناسیو کالدرون (اسپانیایی: Ignacio Calderón‎؛ زادهٔ ۱۳ دسامبر ۱۹۴۳) بازیکن فوتبال اهل مکزیک بود.
از باشگاه‌هایی که در آن بازی کرده‌است می‌توان به باشگاه فوتبال گوادالاخارا و باشگاه فوتبال اطلس اشاره کرد.
وی همچنین در تیم ملی فوتبال مکزیک بازی کرده‌است.